# 事件相关电位

此波形顯示了幾個 ERP 成分，包括 N100 (標示為 N1) 及 P300 (標示為 P3)。ERP 在研究領域中，通常把負電壓標示在上方。

事件相关电位是一项基于脑电图技术的，在神经科学领域中有广泛应用的研究手段。在国际心理生理学研究学会（Society for Psychophysiological Research）2000年发表的委员会报告中，对事件相关电位作出如下定义：“与特定的物理事件或心理事件，在时间上相关的电压波动（voltage fluctuation）。这种电位可以被颅外记录，并凭借滤波和信号叠加技术，从脑电信号中被提取出来。”

## 历史
科学家通常把从事心理活动的脑比作一个黑匣子，因而脑电波活动的研究在探索这个黑匣子的奥秘中起着不可或缺的重要作用。森林通常比树木更令人感兴趣，同样的我们对于大脑神经元活动的关注胜于单个神经元的活动。脑电图（EEG）就是一种能够帮助人们去窥视大脑皮层活动的测量手段。英国的生理学家Richard Caton在1875年的工作奠定了EEG的基础。Caton利用一种对电脑敏感的粗糙装置在狗和兔子的脑表面记录到了电活动。奥地利精神病学家Hans Berger 于1929年首次在论文中描述了人类的EEG信号，其研究发现心算可以引起EEG。此外，Berger观察到，睡眠和觉醒时的 EEG 有着明显的不同。 

## 技术原理

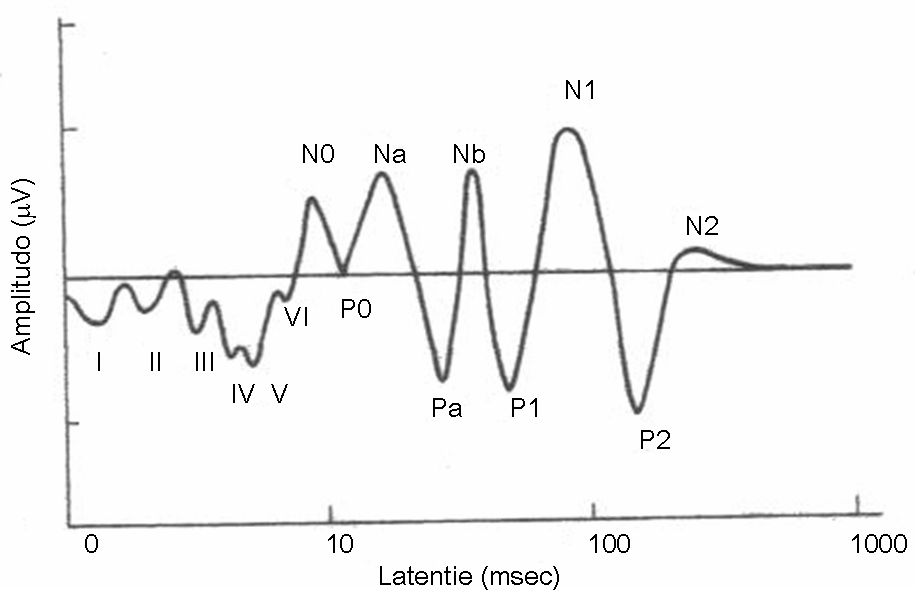
事件相关电位的早成分

透過連接到頭皮的電極，記錄電位的變化。

## 主要成分简介
被事件所引发的正负电压波动可以被称为“峰”、“波”或“（脑电）成分”，是事件相关电位研究的主要对象。一般而言，事件相关电位的主要成分（尤指事件发生100毫秒后出现的“晚”成分）遵循两种命名体系。第一套体系依据的是该成分与相应事件的时间关系，或者说该成分的“潜伏期”，例如在刺激呈现后100毫秒左右达到峰值的正成分被称为“P100”,负成分被称为“N100”；第二套体系依据的是该成分的序列性，例如刺激诱发的第一个显著的正成分被称为“P1”，而第一个负成分被称为“N1”。大多数主要的脑电成分同时具有两种称谓，例如“P300”和“P3”。巧合的是，在以毫秒为单位的刻度上，脑电成分的潜伏期数值往往接近其序列位置的100倍，以致N1 = N100，P1 = P100，P3 = P300。由于存在这种对应关系，因此两种命名尚不至于带来研究与交流的不便。

根据序列命名法标示的主要脑电成分。注意各成分的序列位置与其潜伏期的对应关系

由于历史原因，两套体系经常混用而不加区分。例如，同一份研究报告可能会对较早出现的成分使用第一种命名法，称其为N1、P1；而对较晚的成分使用第二种方法，称其为P300、N400，这种情况是非常普遍的。由于脑电成分的潜伏期并不稳定（如“P300”在后来的研究中发现潜伏期分布范围较广），部分研究者更推崇使用第二种命名法。但是这一问题在学界内还未形成共识。
其他脑电成分遵循与以上两种体系不同的命名法，如：（1）根据其物理属性，例如在P300后出现的正成分被统称为晚期正成分（late positive component）；（2）根据其任务特异性，例如在选择性注意任务中观察到的，被非注意刺激所诱发的脑电负成分被称为失匹配负波（mismatch negativity）。对这类特殊命名规则的应用并不必然意味着这些成分无法被归入两种主要体系，而是为了突出它们的特殊性质或与具体研究对象的关系。

## 争议

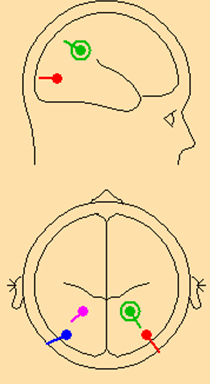
脑电成分溯源分析的结果呈现图。

溯源分析的精确性被许多研究者认为不够可靠。